# 勝手に来やがれ
『勝手に来やがれ』（原題：Filthy Lucre Live）は、イギリスのパンク・ロック・バンド、セックス・ピストルズが1996年に録音・発表したライブ・アルバム。オリジナル・メンバーによる再結成ツアーのうち、1996年6月23日にロンドンのフィンズベリー・パークで行われた公演を収録している。

## 背景
再結成したセックス・ピストルズは、1996年6月21日にフィンランドで開催された「Messila Festival」に参加し、1978年以来となるライブを行った。そして、2日後に行われたロンドン公演の録音はBBCにより放送され、本作にも収録された。7月15日には本作に先行して「プリティ・ヴェイカント」のライブ音源がシングルとしてリリースされている。同シングルのカップリング曲は、本作の日本盤CDにボーナス・トラックとして収録された。

## 反響
本作は2週にわたって全英アルバムチャート入りし、最高26位に達した。また、日本のオリコンチャートでは4週チャート圏内に入り、24位に達している。
アメリカでは総合チャートのBillboard 200には入っていないが、『ビルボード』のトップ・ヒートシーカーズでは17位に達した。

## 収録曲
特記なき楽曲はジョニー・ロットン、スティーヴ・ジョーンズ、グレン・マトロック、ポール・クックの共作。
1. ボディーズ - "Bodies" (Johnny Rotten, Steve Jones, Sid Vicious, Paul Cook) - 3:35
2. セヴンティーン - "Seventeen" - 2:31
3. ニューヨーク - "New York" - 3:26
4. 分かってたまるか - "No Feelings" - 2:59
5. ディド・ユー・ノー・ロング - "Did You No Wrong" - 3:41
6. ゴッド・セイヴ・ザ・クイーン - "God Save the Queen" - 3:23
7. ライアー - "Liar" - 2:43
8. サテライト - "Satellite" - 4:07
9. （アイム・ノット・ユア）ステッピング・ストーン - "(I'm Not Your) Steppin' Stone" (Tommy Boyce, Bobby Hart) - 2:53
10. さらばベルリンの陽 - "Holidays in the Sun" (J. Rotten, S. Jones, S. Vicious, P. Cook) - 3:29
11. サブミッション - "Submission" - 4:42
12. プリティ・ヴェイカント - "Pretty Vacant" - 3:33
13. 拝啓EMI殿 - "EMI" - 4:16
14. アナーキー・イン・ザ・U.K. - "Anarchy in the U.K." - 3:32
15. 怒りの日 - "Problems" - 4:35

### 日本盤ボーナス・トラック
2008年発売の紙ジャケットCD(VJCP-68880)では16.と17.のみ収録。
1. バディーズ - "Buddies" (J. Rotten, S. Jones, S. Vicious, P. Cook) - 3:31
2. ノー・ファン - "No Fun" (The Stooges) - 7:10
3. 怒りの日（スペディング・デモ） - "Problems (Spedding Demo)" - 3:36

## 参加ミュージシャン
- ジョニー・ロットン - ボーカル
- スティーヴ・ジョーンズ - ギター
- グレン・マトロック - ベース
- ポール・クック - ドラムス